# Philadelphia 76ers 1998-1999
La stagione 1998-99 dei Philadelphia 76ers fu la 50ª nella NBA per la franchigia.
I Philadelphia 76ers arrivarono terzi nella Atlantic Division della Eastern Conference con un record di 28-22. Nei play-off vinsero il primo turno con gli Orlando Magic (3-1), perdendo poi la semifinale di conference con gli Indiana Pacers (4-0).

## Roster
| N° | Naz.                   | Ruolo | Sportivo         | Anno | Alt. | Peso |
| -- | ---------------------- | ----- | ---------------- | ---- | ---- | ---- |
| 0  | Stati Uniti (bandiera) | C     | Benoit Benjamin  | 1964 | 213  | 113  |
| 1  | Stati Uniti (bandiera) | A     | Tim Thomas       | 1977 | 208  | 104  |
| 3  | Stati Uniti (bandiera) | G     | Allen Iverson    | 1975 | 183  | 75   |
| 4  | Stati Uniti (bandiera) | AC    | Rick Mahorn      | 1958 | 208  | 109  |
| 8  | Stati Uniti (bandiera) | G     | Aaron McKie      | 1972 | 196  | 95   |
| 9  | Stati Uniti (bandiera) | A     | George Lynch     | 1970 | 203  | 99   |
| 11 | Stati Uniti (bandiera) | G     | Doug Overton     | 1969 | 191  | 86   |
| 12 | Stati Uniti (bandiera) | G     | Anthony Parker   | 1975 | 198  | 98   |
| 14 | Stati Uniti (bandiera) | C     | Nazr Mohammed    | 1977 | 208  | 100  |
| 20 | Stati Uniti (bandiera) | G     | Eric Snow        | 1973 | 191  | 86   |
| 21 | Stati Uniti (bandiera) | G     | Larry Hughes     | 1979 | 196  | 83   |
| 25 | Stati Uniti (bandiera) | GA    | Jerald Honeycutt | 1974 | 206  | 111  |
| 30 | Stati Uniti (bandiera) | C     | Casey Shaw       | 1975 | 211  | 118  |
| 40 | Stati Uniti (bandiera) | A     | Tyrone Hill      | 1968 | 206  | 109  |
| 42 | Stati Uniti (bandiera) | AC    | Theo Ratliff     | 1973 | 208  | 102  |
| 44 | Stati Uniti (bandiera) | A     | Harvey Grant     | 1965 | 203  | 88   |
| 52 | Stati Uniti (bandiera) | C     | Matt Geiger      | 1969 | 213  | 110  |
| 55 | Stati Uniti (bandiera) | AC    | Scott Williams   | 1968 | 208  | 104  |

## Staff tecnico
- Allenatore: Larry Brown
- Vice-allenatori: Maurice Cheeks, John Kuester, Randy Ayers